# Aleksy (Mular)
Aleksy, imię świeckie Aleksandr Pietrowicz Mular (ur. 4 listopada 1976 w Łucku) – biskup Rosyjskiego Kościoła Prawosławnego.

## Życiorys
Jest synem kapłana prawosławnego, protoprezbitera służącego w soborze Trójcy Świętej w Łucku. Był ministrantem (cs. prisłużnikiem), a następnie hipodiakonem przy biskupach wołyńskich i rówieńskich Warłaamie i Bartłomieju. Średnie wykształcenie świeckie uzyskał w rodzinnym Łucku, zaś teologiczne – w seminarium duchownym w Moskwie. Wyższe studia teologiczne ukończył na Kijowskiej Akademii Duchownej, której dyplom końcowy uzyskał w 2002. W 2004 został posłusznikiem w monasterze Trójcy Świętej i św. Hipacego (Ipatiewskim) w Kostromie i tam też 2 kwietnia 2005 złożył wieczyste śluby mnisze przed archimandrytą Janem, przełożonym wspólnoty. Przyjął imię zakonne Aleksy na cześć św. metropolity kijowskiego Aleksego. Pięć dni później arcybiskup kostromski i galicki Aleksander wyświęcił go na hierodiakona, zaś 12 kwietnia tego samego roku – na hieromnicha. W 2010 otrzymał godność ihumena.
Od 2011 służył w eparchii magadańskiej i siniegorskiej. W listopadzie 2011 został proboszczem parafii przy soborze katedralnym w Magadanie oraz ekonomem eparchii.
Nominację biskupią, do objęcia katedry sajańskiej, otrzymał na posiedzeniu Świętego Synodu 2 października 2013. Cztery dni później otrzymał godność archimandryty. Jego chirotonia biskupia odbyła się pod przewodnictwem patriarchy moskiewskiego i całej Rusi Cyryla w soborze Chrystusa Zbawiciela w Moskwie 2 grudnia 2013.